# How to Have Sex
How to Have Sex és una pel·lícula dramàtica de coming-of-age del 2023 escrita i dirigida per Molly Manning Walker, en el seu debut com a directora. La pel·lícula és protagonitzada per Mia McKenna-Bruce, Lara Peake i Enva Lewis com a tres millors amigues de setze anys que es troben amb noves amistats, pressions sexuals i autodescobriment durant unes vacances. El repartiment també inclou Samuel Bottomley, Shaun Thomas i Laura Ambler. S'ha subtitulat al català.
Es va exhibir per primer cop al Festival de Canes el 19 de maig de 2023, on va guanyar el premi Un certain regard, i es va estrenar al Regne Unit el 3 de novembre de 2023 a càrrec de Mubi.

## Repartiment
- Mia Mckenna-Bruce com a Tara
- Lara Peake com a Skye
- Samuel Bottomley com a Paddy
- Shaun Thomas com a Badger
- Enva Lewis com a Em
- Laura Ambler com a Paige
- Eilidh Loan com a Fi
- Daisy Jelley com a Gemma

## Producció
Mia McKenna-Bruce, Lara Peake, Shaun Thomas, Samuel Bottomley, Enva Lewis i Laura Ambler es van unir al repartiment de la pel·lícula, amb Molly Manning Walker a la direcció a partir d'un guió que ella va escriure. Es va rodar a Grècia l'octubre de 2022, segons Deadline Hollywood, mentre que segons The Guardian en concret es va rodar al poble cretenc de Màlia, durant dos mesos a partir de setembre de 2021.

## Estrena
How to Have Sex es va projectar per primer cop a la secció Un certain regard del Festival de Canes el 19 de maig de 2023. Abans del seu debut, Mubi va adquirir els drets de distribució de la pel·lícula per a Amèrica del Nord, Regne Unit, Irlanda, Itàlia, Amèrica Llatina, Turquia i el Benelux. També es va projectar com a film convidat a la secció Flash Forward del 28è Festival Internacional de Cinema de Busan el 7 d'octubre de 2023.
La pel·lícula es va estrenar als cinemes dels Estats Units el 2 de febrer de 2024.